# Стадухин, Всеволод Григорьевич
Всеволод Григорьевич Стадухин (25 декабря 1922, Екатеринбургская губерния, РСФСР — 26 декабря 2004, Верхняя Пышма, Свердловская область, Россия) — Герой Социалистического Труда (1966), председатель колхоза имени Чапаева Туринского района Свердловской области.

## Биография
Родился 25 декабря 1922 года в Екатеринбургской губернии (ныне — Свердловской области).
Трудовую деятельность начал на Уралмашзаводе.
В ноябре 1942 года был призван в Красную Армию. В 1943—1944 годах был заряжающим миномётного расчёта и наводчиком миномёта миномётной батареи 228-го стрелкового полка 55-й стрелковой дивизии Центрального и 1-го Белорусского фронтов, младший сержант.
После демобилизации устроился столяром-модельщиком на Туринском целлюлозно-бумажном комбинате Свердловской области, затем мастером кислородного цеха, инструктуром райкома КПСС, заведующим отделом кинофикации, ответственным секретарём райисполкома. В 1956 году был направлен в колхоз имени Чапаева Туринского района Свердловской области, где был председателем колхоза в 1956—1969 годах.
В 1969—1978 годах — директор совхоза «Верхнепышминский». С 1978 года работал директором совхоза, председателем сельского Совета в Каменском районе Свердловской области. Затем вышел на пенсию и вернулся в село Балтым.
Возглавлял ветеранскую организацию села Балтым, был депутатом Свердловского областного совета депутатом, депутатом местного совета депутатов.
Умер 26 декабря 2004 года в Верхней Пышме. Похоронен на Верхнепышминском (Александровском) кладбище.

## Награды
За свои достижения был награждён:
- 18.08.1943 — медаль «За отвагу»;
- 30.07.1944 — орден Славы III степени;
- 11.11.1944 — медаль «За отвагу»;
- 08.03.1958 — медаль «За трудовую доблесть»;
- 23.06.1966 — звание Герой Социалистического Труда с золотой медаль Серп и Молот и орден Ленина «за выдающиеся успехи, достигнутые в увеличении производства и заготовок пшеницы, ржи, гречихи, риса, других зерновых и кормовых культур и высокопроизводительном использовании техники»;
- 09.03.1976 — орден Трудового Красного Знамени;
- 11.03.1985 — орден Отечественной войны II степени.